# Enemésio Ângelo Lazzaris
Enemésio Ângelo Lazzaris (Siderópolis, 19 dicembre 1948 – Araguaína, 2 febbraio 2020) è stato un vescovo cattolico e religioso brasiliano.

## Biografia
Nato a Siderópolis il 19 dicembre 1948, ha emesso la prima professione religiosa nella Congregazione della Piccola opera della Divina Provvidenza l'11 febbraio 1966; ha emesso la professione perpetua il 27 ottobre 1974.
Ordinato sacerdote il 26 luglio 1975. È venuto in Italia agli inizi degli anni ottanta per completare gli studi, si è specializzato in teologia della spiritualità presso il Teresianum.
Tornato in Brasile, è stato anche superiore provinciale della provincia religiosa Nossa Senhora de Fátima, con sede a Brasilia. Il 7 luglio 2004, in occasione del XII capitolo generale, tenutosi ad Ariccia, è stato nominato vicario generale della Congregazione della Piccola opera della Divina Provvidenza.
È stato ordinato vescovo di Balsas il 29 marzo 2008. Dal 2012 è stato presidente della Commissione Pastorale della Terra.
Ammalatosi di tumore al pancreas, è morto ad Araguaína il 2 febbraio 2020 all'età di 71 anni.

## Genealogia episcopale
La genealogia episcopale è:
- Cardinale Scipione Rebiba
- Cardinale Giulio Antonio Santori
- Cardinale Girolamo Bernerio, O.P.
- Arcivescovo Galeazzo Sanvitale
- Cardinale Ludovico Ludovisi
- Cardinale Luigi Caetani
- Cardinale Ulderico Carpegna
- Cardinale Paluzzo Paluzzi Altieri degli Albertoni
- Papa Benedetto XIII
- Papa Benedetto XIV
- Papa Clemente XIII
- Cardinale Bernardino Giraud
- Cardinale Alessandro Mattei
- Cardinale Pietro Francesco Galleffi
- Cardinale Giacomo Filippo Fransoni
- Cardinale Carlo Sacconi
- Cardinale Edward Henry Howard
- Cardinale Mariano Rampolla del Tindaro
- Cardinale Joaquim Arcoverde de Albuquerque Cavalcanti
- Arcivescovo Antônio dos Santos Cabral
- Cardinale Carlos Carmelo de Vasconcelos Motta
- Arcivescovo João Resende Costa, S.D.B.
- Arcivescovo Paulo Lopes de Faria
- Vescovo Célio de Oliveira Goulart, O.F.M.
- Arcivescovo José Belisário da Silva, O.F.M.
- Vescovo Enemésio Ângelo Lazzaris, F.D.P.